# Редукция фон Неймана
Реду́кция фон Не́ймана (коллапс волновой функции) — мгновенное изменение описания квантового состояния (волновой функции) объекта, происходящее при измерении.
Поскольку данный процесс существенно нелокален, а из мгновенности изменения формально следует распространение взаимодействий быстрее скорости света, то считается, что он является не физическим процессом, а математическим приёмом описания. 
Однако некоторые исследователи считают, что редукция отражает реальные физические процессы с поддающимися измерению эффектами. В частности, Роджер Пенроуз полагает, что необходимо разработать новую теорию, которая будет включать в себя «объективную редукцию волновых функций». Несмотря на мгновенность действия, при редукции принцип причинности не нарушается и информация не передаётся. Также проводятся эксперименты по переводу физических объектов на грани микро- и макромира в состояние квантовой суперпозиции.